# Copa do Mundo de Basquetebol Masculino de 2014
A Copa do Mundo de Basquetebol Masculino  de 2014 foi a XVII edição do evento e teve como país-anfitrião a Espanha.
 Foi a segunda vez que este torneio é realizado no país, igualando-se o Brasil (sede em 1954 e 1963) e a Argentina (em 1950 e 1990). A competição foi disputada entre 30 de agosto e 14 de setembro e conteve 24 seleções nacionais. Foi organizado pela Federação Internacional de Basquetebol, a FIBA e pela federação local.

## Classificação

### Divisão de vagas para a Copa do Mundo
24 vagas, divididas em:
- 1. País anfitrião: 1 vaga

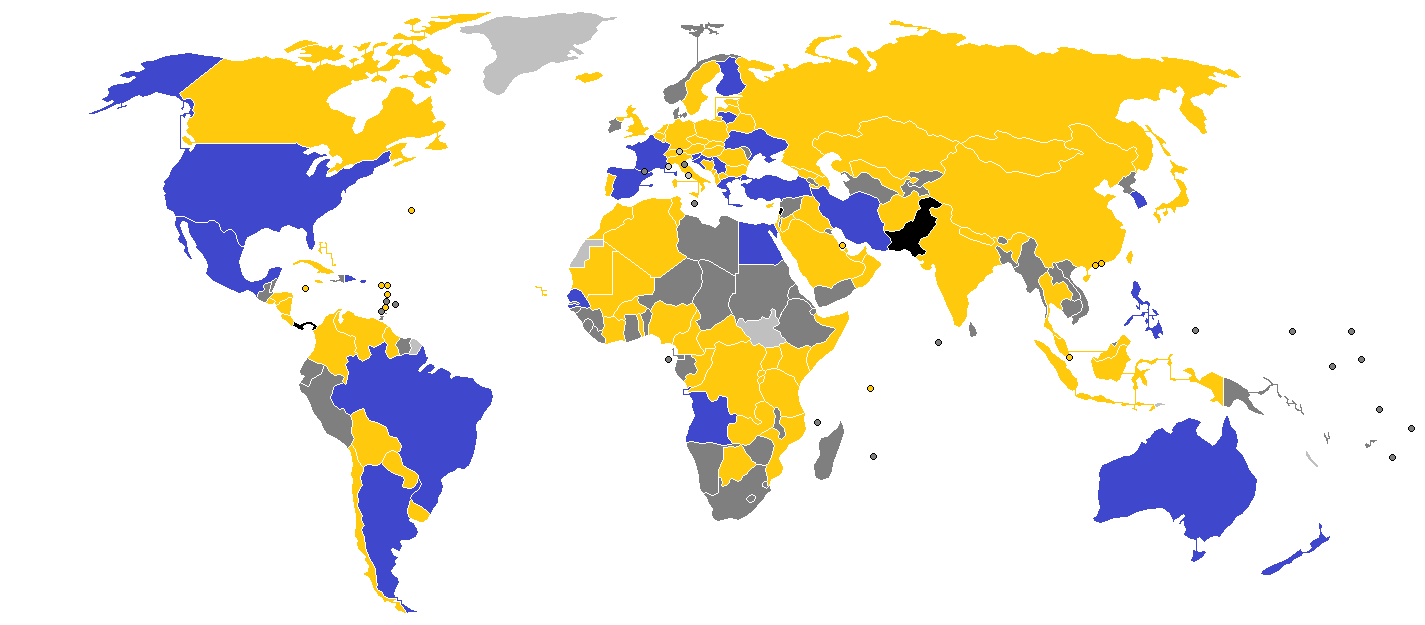
Mapa das equipes que participaram das eliminatórias para a Copa do Mundo de 2014.
Classificados
Eliminados
Não participaram das eliminatórias
Desqualificados ou suspensos pela FIBA
Não são países membros da FIBA

  2. Jogos Olímpicos de Londres 2012: 12 equipes competindo por 1 vaga;
  3. Ásia: 15 equipes competindo por 3 vagas;
  4. Oceania: 2 equipes competindo por 2 vagas (classificação direta);
  5. África: 16 equipes competindo por 3 vagas;
  6. Américas: 10 equipes competindo por 4 vagas;
  7. Europa: 24 equipes competindo por 6 vagas;
  8. Convite: 4 vagas.

### Equipes classificadas
A Espanha se classificou por ser o país anfitrião e os Estados Unidos por serem os atuais campeões olímpicos. As demais vagas seriam distribuídas através de torneios continentais como a Copa América de Basquetebol Masculino de 2013.
O Brasil, além de Turquia, Grécia e Finlândia foram os contemplados com um dos quatro convites que a FIBA distribui de acordo com o retrospecto das equipes nas últimas competições.
| Evento                                                       | Data                                | Local             | Vagas | Qualificados                                               |
| ------------------------------------------------------------ | ----------------------------------- | ----------------- | ----- | ---------------------------------------------------------- |
| País sede                                                    | 23 de Maio de 2009                  | Geneva            | 1     | Espanha                                                    |
| Basquetebol nos Jogos Olímpicos de Verão de 2012 - Masculino | 29 de Julho–12 de Agosto de 2012    | Londres           | 1     | EUA                                                        |
| Copa da África de Basquete Masculino FIBA 2013               | 20–31 de Agosto de 2013             | Abidjan           | 3     | Angola · Egito · Senegal                                   |
| Copa América de Basquete Masculino 2013                      | 30 de Agosto–11 de Setembro de 2013 | Caracas           | 4     | México · Porto Rico · Argentina · República Dominicana     |
| Campeonato Asiático de Basquete Masculino 2013               | 1–11 de Agosto de 2013              | Manila            | 3     | Irão · Filipinas · Coreia do Sul                           |
| Campeonato Europeu de Basquete Masculino 2013                | 4–22 de Setembro de 2013            | Ljubliana         | 6     | França · Lituânia · Croácia · Eslovênia · Ucrânia · Sérvia |
| Campeonato da Oceania de Basquete Masculino FIBA 2013        | 14–18 de Agosto de 2013             | Auckland Canberra | 2     | Austrália · Nova Zelândia                                  |
| Convites                                                     | 1 de Fevereiro de 2014              | Barcelona         | 4     | Brasil · Finlândia · Grécia · Turquia                      |
| TOTAL                                                        |                                     |                   | 24    |                                                            |

## Cidades
| Península Ibérica                          | Península Ibérica                          | Madrid                                                           | Barcelona                                                  | Granada                                                    |
| ------------------------------------------ | ------------------------------------------ | ---------------------------------------------------------------- | ---------------------------------------------------------- | ---------------------------------------------------------- |
| Madrid Barcelona Baracaldo Sevilha Granada | Madrid Barcelona Baracaldo Sevilha Granada | Palacio de Deportes de la Comunidad de Madrid Capacidade: 15.500 | Palau Sant Jordi Capacidade: 16.500                        | Palacio Municipal de Deportes de Granada Capacidade: 7.500 |
| Madrid Barcelona Baracaldo Sevilha Granada | Madrid Barcelona Baracaldo Sevilha Granada |                                                                  |                                                            |                                                            |
| Madrid Barcelona Baracaldo Sevilha Granada | Madrid Barcelona Baracaldo Sevilha Granada | Baracaldo                                                        | Sevilha                                                    | Las Palmas                                                 |
| Madrid Barcelona Baracaldo Sevilha Granada | Madrid Barcelona Baracaldo Sevilha Granada | Bizkaia Arena Capacidade: 15.414                                 | Palacio Municipal de Deportes San Pablo Capacidade: 10.200 | Gran Canaria Arena Capacidade: 11.500                      |
| Ilhas Canárias                             |                                            |                                                                  |                                                            |                                                            |
|                                            | Las Palmas                                 |                                                                  |                                                            |                                                            |

## Sorteio
Os 24 times classificados para o torneio foram divididos em 6 potes de 4 times cada para o sorteio. Cada um dos 4 grupos foram compostos por um time de cada pote.
| Pote 1                                                          | Pote 2                                                   | Pote 3                                                               | Pote 4                                                     | Pote 5                                                                  | Pote 6                                                |
| --------------------------------------------------------------- | -------------------------------------------------------- | -------------------------------------------------------------------- | ---------------------------------------------------------- | ----------------------------------------------------------------------- | ----------------------------------------------------- |
| Argentina (3) · Lituânia (4) · Espanha (2) · Estados Unidos (1) | Angola (15) · Egito (46) · Senegal (41) · Finlândia (39) | Irão (20) · Filipinas (34) · Coreia do Sul (31) · Nova Zelândia (19) | Croácia (16) · Sérvia (11) · Eslovênia (13) · Ucrânia (45) | Brasil (10) · República Dominicana (26) · México (24) · Porto Rico (17) | Austrália (9) · França (8) · Grécia (5) · Turquia (7) |

## Fase de Grupos

### Grupo A (Granada)
Copa do Mundo de Basquetebol de 2014 - Grupo A
| 30 de agosto  |  |          |  |         |                                                   |
| Egito         |  | 64 - 85  |  | Sérvia  | Palacio Municipal de Deportes de Granada, Granada |
| França        |  | 63 - 65  |  | Brasil  | Palacio Municipal de Deportes de Granada, Granada |
| Irã           |  | 60 - 90  |  | Espanha | Palacio Municipal de Deportes de Granada, Granada |
| 31 de agosto  |  |          |  |         |                                                   |
| Sérvia        |  | 73 - 74  |  | França  | Palacio Municipal de Deportes de Granada, Granada |
| Brasil        |  | 79 - 50  |  | Irã     | Palacio Municipal de Deportes de Granada, Granada |
| Espanha       |  | 91 - 54  |  | Egito   | Palacio Municipal de Deportes de Granada, Granada |
| 1 de setembro |  |          |  |         |                                                   |
| Irã           |  | 70 - 83  |  | Sérvia  | Palacio Municipal de Deportes de Granada, Granada |
| França        |  | 94 - 55  |  | Egito   | Palacio Municipal de Deportes de Granada, Granada |
| Brasil        |  | 63 - 82  |  | Espanha | Palacio Municipal de Deportes de Granada, Granada |
| 3 de setembro |  |          |  |         |                                                   |
| Egito         |  | 73 - 88  |  | Irã     | Palacio Municipal de Deportes de Granada, Granada |
| Sérvia        |  | 73 - 81  |  | Brasil  | Palacio Municipal de Deportes de Granada, Granada |
| Espanha       |  | 88 - 64  |  | França  | Palacio Municipal de Deportes de Granada, Granada |
| 4 de setembro |  |          |  |         |                                                   |
| Brasil        |  | 128 - 65 |  | Egito   | Palacio Municipal de Deportes de Granada, Granada |
| Irã           |  | 76 - 81  |  | França  | Palacio Municipal de Deportes de Granada, Granada |
| Sérvia        |  | 73 - 89  |  | Espanha | Palacio Municipal de Deportes de Granada, Granada |

### Grupo B (Sevilha)
Copa do Mundo de Basquetebol de 2014 - Grupo B
| 30 de agosto  |  |          |  |            |                                                  |
| Croácia       |  | 81 - 78  |  | Filipinas  | Palacio Municipal de Deportes San Pablo, Sevilha |
| Porto Rico    |  | 75 - 98  |  | Argentina  | Palacio Municipal de Deportes San Pablo, Sevilha |
| Grécia        |  | 87 - 64  |  | Senegal    | Palacio Municipal de Deportes San Pablo, Sevilha |
| 31 de agosto  |  |          |  |            |                                                  |
| Argentina     |  | 85 - 90  |  | Croácia    | Palacio Municipal de Deportes San Pablo, Sevilha |
| Senegal       |  | 82 - 75  |  | Porto Rico | Palacio Municipal de Deportes San Pablo, Sevilha |
| Filipinas     |  | 70 - 82  |  | Grécia     | Palacio Municipal de Deportes San Pablo, Sevilha |
| 1 de setembro |  |          |  |            |                                                  |
| Croácia       |  | 75 - 77  |  | Senegal    | Palacio Municipal de Deportes San Pablo, Sevilha |
| Argentina     |  | 85 - 81  |  | Filipinas  | Palacio Municipal de Deportes San Pablo, Sevilha |
| Porto Rico    |  | 79 - 90  |  | Grécia     | Palacio Municipal de Deportes San Pablo, Sevilha |
| 3 de setembro |  |          |  |            |                                                  |
| Filipinas     |  | 73 - 77  |  | Porto Rico | Palacio Municipal de Deportes San Pablo, Sevilha |
| Senegal       |  | 46 - 81  |  | Argentina  | Palacio Municipal de Deportes San Pablo, Sevilha |
| Grécia        |  | 76 - 65  |  | Croácia    | Palacio Municipal de Deportes San Pablo, Sevilha |
| 4 de setembro |  |          |  |            |                                                  |
| Senegal       |  | 79 - 81  |  | Filipinas  | Palacio Municipal de Deportes San Pablo, Sevilha |
| Croácia       |  | 103 - 82 |  | Porto Rico | Palacio Municipal de Deportes San Pablo, Sevilha |
| Argentina     |  | 71 - 79  |  | Grécia     | Palacio Municipal de Deportes San Pablo, Sevilha |

### Grupo C (Baracaldo)
Copa do Mundo de Basquetebol de 2014 - Grupo C
| 30 de agosto         |  |          |  |                      |                          |
| Ucrânia              |  | 72 - 62  |  | República Dominicana | Bizkaia Arena, Baracaldo |
| Nova Zelândia        |  | 73 - 76  |  | Turquia              | Bizkaia Arena, Baracaldo |
| Estados Unidos       |  | 114 - 55 |  | Finlândia            | Bizkaia Arena, Baracaldo |
| 31 de agosto         |  |          |  |                      |                          |
| República Dominicana |  | 76 - 73  |  | Nova Zelândia        | Bizkaia Arena, Baracaldo |
| Finlândia            |  | 81 - 76  |  | Ucrânia              | Bizkaia Arena, Baracaldo |
| Turquia              |  | 77 - 98  |  | Estados Unidos       | Bizkaia Arena, Baracaldo |
| 2 de setembro        |  |          |  |                      |                          |
| Ucrânia              |  | 64 - 58  |  | Turquia              | Bizkaia Arena, Baracaldo |
| Estados Unidos       |  | 98 - 71  |  | Nova Zelândia        | Bizkaia Arena, Baracaldo |
| Finlândia            |  | 68 - 74  |  | República Dominicana | Bizkaia Arena, Baracaldo |
| 3 de setembro        |  |          |  |                      |                          |
| Nova Zelândia        |  | 73 - 61  |  | Ucrânia              | Bizkaia Arena, Baracaldo |
| Turquia              |  | 77 - 73  |  | Finlândia            | Bizkaia Arena, Baracaldo |
| República Dominicana |  | 71 - 106 |  | Estados Unidos       | Bizkaia Arena, Baracaldo |
| 4 de setembro        |  |          |  |                      |                          |
| Finlândia            |  | 65 - 67  |  | Nova Zelândia        | Bizkaia Arena, Baracaldo |
| Ucrânia              |  | 71 - 95  |  | Estados Unidos       | Bizkaia Arena, Baracaldo |
| Turquia              |  | 77 - 64  |  | República Dominicana | Bizkaia Arena, Baracaldo |

### Grupo D (Las Palmas)
Copa do Mundo de Basquetebol de 2014 - Grupo D
| 30 de agosto  |  |         |  |               |                                |
| Angola        |  | 80 - 69 |  | Coreia do Sul | Gran Canaria Arena, Las Palmas |
| Austrália     |  | 80 - 90 |  | Eslovênia     | Gran Canaria Arena, Las Palmas |
| México        |  | 74 - 87 |  | Lituânia      | Gran Canaria Arena, Las Palmas |
| 31 de agosto  |  |         |  |               |                                |
| Coreia do Sul |  | 55 - 89 |  | Austrália     | Gran Canaria Arena, Las Palmas |
| Eslovênia     |  | 89 - 68 |  | México        | Gran Canaria Arena, Las Palmas |
| Lituânia      |  | 75 - 62 |  | Angola        | Gran Canaria Arena, Las Palmas |
| 2 de setembro |  |         |  |               |                                |
| Angola        |  | 55 - 79 |  | México        | Gran Canaria Arena, Las Palmas |
| Austrália     |  | 82 - 75 |  | Lituânia      | Gran Canaria Arena, Las Palmas |
| Coreia do Sul |  | 72 - 89 |  | Eslovênia     | Gran Canaria Arena, Las Palmas |
| 3 de setembro |  |         |  |               |                                |
| México        |  | 62 - 70 |  | Austrália     | Gran Canaria Arena, Las Palmas |
| Eslovênia     |  | 93 - 87 |  | Angola        | Gran Canaria Arena, Las Palmas |
| Lituânia      |  | 79 - 49 |  | Coreia do Sul | Gran Canaria Arena, Las Palmas |
| 4 de setembro |  |         |  |               |                                |
| Austrália     |  | 83 - 91 |  | Angola        | Gran Canaria Arena, Las Palmas |
| Coreia do Sul |  | 71 - 87 |  | México        | Gran Canaria Arena, Las Palmas |
| Lituânia      |  | 67 - 64 |  | Eslovênia     | Gran Canaria Arena, Las Palmas |

## Fase Final

### Chaveamento
|  | Oitavas de final           | Oitavas de final          |                            |     | Quartas de final | Quartas de final |                         |                         | Semifinais | Semifinais |  |  | Final | Final |
|  |                            |                           |                            |     |                  |                  |                         |                         |            |            |  |  |       |       |
|  | 6 de Setembro – Madrid     |                           |                            |     |                  |                  |                         |                         |            |            |  |  |       |       |
|  |                            |                           |                            |     |                  |                  |                         |                         |            |            |  |  |       |       |
|  | Espanha                    | 89                        |                            |     |                  |                  |                         |                         |            |            |  |  |       |       |
|  | Espanha                    | 89                        | 10 de Setembro – Madrid    |     |                  |                  |                         |                         |            |            |  |  |       |       |
|  | Senegal                    | 56                        |                            |     |                  |                  |                         |                         |            |            |  |  |       |       |
|  | Senegal                    | 56                        | Espanha                    | 52  |                  |                  |                         |                         |            |            |  |  |       |       |
|  | 6 de Setembro – Madrid     |                           | Espanha                    | 52  |                  |                  |                         |                         |            |            |  |  |       |       |
|  |                            | França                    | 65                         |     |                  |                  |                         |                         |            |            |  |  |       |       |
|  | Croácia                    | França                    | 65                         | 64  |                  |                  |                         |                         |            |            |  |  |       |       |
|  | Croácia                    |                           | 12 de Setembro – Madrid    | 64  |                  |                  |                         |                         |            |            |  |  |       |       |
|  | França                     | 69                        |                            |     |                  |                  |                         |                         |            |            |  |  |       |       |
|  | França                     | 69                        | França                     | 85  |                  |                  |                         |                         |            |            |  |  |       |       |
|  | 7 de Setembro – Madrid     |                           | França                     | 85  |                  |                  |                         |                         |            |            |  |  |       |       |
|  |                            | Sérvia                    | 90                         |     |                  |                  |                         |                         |            |            |  |  |       |       |
|  | Grécia                     | Sérvia                    | 90                         | 72  |                  |                  |                         |                         |            |            |  |  |       |       |
|  | Grécia                     | 10 de Setembro – Madrid   |                            | 72  |                  |                  |                         |                         |            |            |  |  |       |       |
|  | Sérvia                     | 90                        |                            |     |                  |                  |                         |                         |            |            |  |  |       |       |
|  | Sérvia                     | 90                        | Sérvia                     | 84  |                  |                  |                         |                         |            |            |  |  |       |       |
|  | 7 de Setembro – Madrid     |                           | Sérvia                     | 84  |                  |                  |                         |                         |            |            |  |  |       |       |
|  |                            | Brasil                    | 56                         |     |                  |                  |                         |                         |            |            |  |  |       |       |
|  | Brasil                     | Brasil                    | 56                         | 85  |                  |                  |                         |                         |            |            |  |  |       |       |
|  | Brasil                     |                           | 14 de Setembro – Madrid    | 85  |                  |                  |                         |                         |            |            |  |  |       |       |
|  | Argentina                  | 65                        |                            |     |                  |                  |                         |                         |            |            |  |  |       |       |
|  | Argentina                  | 65                        | Estados Unidos             | 129 |                  |                  |                         |                         |            |            |  |  |       |       |
|  | 6 de Setembro – Barcelona  |                           | Estados Unidos             | 129 |                  |                  |                         |                         |            |            |  |  |       |       |
|  |                            | Sérvia                    | 92                         |     |                  |                  |                         |                         |            |            |  |  |       |       |
|  | Estados Unidos             | Sérvia                    | 92                         | 86  |                  |                  |                         |                         |            |            |  |  |       |       |
|  | Estados Unidos             | 9 de Setembro – Barcelona |                            | 86  |                  |                  |                         |                         |            |            |  |  |       |       |
|  | México                     | 63                        |                            |     |                  |                  |                         |                         |            |            |  |  |       |       |
|  | México                     | 63                        | Estados Unidos             | 119 |                  |                  |                         |                         |            |            |  |  |       |       |
|  | 6 de Setembro – Barcelona  |                           | Estados Unidos             | 119 |                  |                  |                         |                         |            |            |  |  |       |       |
|  |                            | Eslovênia                 | 76                         |     |                  |                  |                         |                         |            |            |  |  |       |       |
|  | Eslovênia                  | Eslovênia                 | 76                         | 71  |                  |                  |                         |                         |            |            |  |  |       |       |
|  | Eslovênia                  |                           | 11 de Setembro – Barcelona | 71  |                  |                  |                         |                         |            |            |  |  |       |       |
|  | Rep. Dominicana            | 61                        |                            |     |                  |                  |                         |                         |            |            |  |  |       |       |
|  | Rep. Dominicana            | 61                        | Estados Unidos             | 96  |                  |                  |                         |                         |            |            |  |  |       |       |
|  | 31 de Setembro – Barcelona |                           | Estados Unidos             | 96  |                  |                  |                         |                         |            |            |  |  |       |       |
|  |                            | Lituânia                  | 68                         |     | Terceiro lugar   | Terceiro lugar   |                         |                         |            |            |  |  |       |       |
|  | Lituânia                   | Lituânia                  | 68                         | 76  | Terceiro lugar   | Terceiro lugar   |                         |                         |            |            |  |  |       |       |
|  | Lituânia                   | 9 de Setembro – Barcelona | 9 de Setembro – Barcelona  | 76  |                  |                  | 13 de Setembro – Madrid | 13 de Setembro – Madrid |            |            |  |  |       |       |
|  | Nova Zelândia              | 9 de Setembro – Barcelona | 9 de Setembro – Barcelona  | 71  |                  |                  | 13 de Setembro – Madrid | 13 de Setembro – Madrid |            |            |  |  |       |       |
|  | Nova Zelândia              | Lituânia                  | 73                         | 71  | Lituânia         | 93               |                         |                         |            |            |  |  |       |       |
|  | 7 de Setembro – Barcelona  | Lituânia                  | 73                         |     | Lituânia         | 93               |                         |                         |            |            |  |  |       |       |
|  |                            | Turquia                   | 61                         |     | França           | 95               |                         |                         |            |            |  |  |       |       |
|  | Turquia                    | Turquia                   | 61                         | 65  | França           | 95               |                         |                         |            |            |  |  |       |       |
|  | Turquia                    |                           |                            | 65  |                  |                  |                         |                         |            |            |  |  |       |       |
|  | Austrália                  | 64                        |                            |     |                  |                  |                         |                         |            |            |  |  |       |       |
|  | Austrália                  | 64                        |                            |     |                  |                  |                         |                         |            |            |  |  |       |       |

### Oitavas de Final
| 6 de setembro 16:00 | Relatório | Estados Unidos                                | 86–63 | México |  | Palau Sant Jordi, Barcelona Público: 14.200 |  |
| 6 de setembro 16:00 | Relatório | Placar por quarto: 23-13, 19-14, 24-11, 20-25 |       |        |  | Palau Sant Jordi, Barcelona Público: 14.200 |  |

| 6 de setembro 18:00 | Relatório | Croácia                                     | 64–69 | França |  | Palacio de Deportes, Madrid Público: 12.600 |  |
| 6 de setembro 18:00 | Relatório | Placar por quarto: 15-7, 7-16, 12-23, 30-23 |       |        |  | Palacio de Deportes, Madrid Público: 12.600 |  |

| 6 de setembro 20:00 | Relatório | Eslovênia                                     | 71–61 | República Dominicana |  | Palau Sant Jordi, Barcelona Público: 12.324 |  |
| 6 de setembro 20:00 | Relatório | Placar por quarto: 15-15, 23-13, 16-20, 17-13 |       |                      |  | Palau Sant Jordi, Barcelona Público: 12.324 |  |

| 6 de setembro 22:00 | Relatório | Espanha                                               | 89–56 | Senegal |  | Palacio de Deportes, Madrid Público: 13.400 |  |
| 6 de setembro 22:00 | Relatório | Placar por quarto: 23 - 17, 18 - 11, 21 - 15, 27 - 13 |       |         |  | Palacio de Deportes, Madrid Público: 13.400 |  |

| 7 de setembro 16:00 | Relatório | Lituânia                                            | 76–71 | Nova Zelândia |  | Palau Sant Jordi, Barcelona Público: 7.783 |  |
| 7 de setembro 16:00 | Relatório | Placar por quarto: 23 - 9, 13 -17, 22 - 24, 18 - 21 |       |               |  | Palau Sant Jordi, Barcelona Público: 7.783 |  |

| 7 de setembro 18:00 | Relatório | Grécia                                        | 72–90 | Sérvia |  | Palacio de Deportes, Madrid Público: 13.100 |  |
| 7 de setembro 18:00 | Relatório | Placar por quarto: 20-23, 22-23, 13-18, 17-26 |       |        |  | Palacio de Deportes, Madrid Público: 13.100 |  |

| 7 de setembro 20:00 | Relatório | Turquia                                       | 65–64 | Austrália |  | Palau Sant Jordi, Barcelona Público: 6.339 |  |
| 7 de setembro 20:00 | Relatório | Placar por quarto: 15-18, 19-17, 12-15, 19-14 |       |           |  | Palau Sant Jordi, Barcelona Público: 6.339 |  |

| 7 de setembro 22:00 | Relatório | Brasil                                        | 85–65 | Argentina |  | Palacio de Deportes, Madrid Público: 13.450 |  |
| 7 de setembro 22:00 | Relatório | Placar por quarto: 13-21, 20-15, 24-13, 28-16 |       |           |  | Palacio de Deportes, Madrid Público: 13.450 |  |

### Quartas de Final
| 9 de setembro 17:00 | Relatório | Lituânia                                      | 73–61 | Turquia |  | Palau Sant Jordi, Barcelona Público: 9.752 |  |
| 9 de setembro 17:00 | Relatório | Placar por quarto: 13-18, 20-10, 14-16, 26-17 |       |         |  | Palau Sant Jordi, Barcelona Público: 9.752 |  |

| 9 de setembro 21:00 | Relatório | Estados Unidos                                | 119–76 | Eslovênia |  | Palau Sant Jordi, Barcelona Público: 13.674 |  |
| 9 de setembro 21:00 | Relatório | Placar por quarto: 29-22, 20-20, 37-22, 33-12 |        |           |  | Palau Sant Jordi, Barcelona Público: 13.674 |  |

| 10 de setembro 18:00 | Relatório | Sérvia                                        | 84–56 | Brasil |  | Palacio de Deportes, Madrid Público: 12.550 |  |
| 10 de setembro 18:00 | Relatório | Placar por quarto: 21-17, 16-15, 29-12, 18-12 |       |        |  | Palacio de Deportes, Madrid Público: 12.550 |  |

| 10 de setembro 22:00 | Relatório | Espanha                                     | 52–65 | França |  | Palacio de Deportes, Madrid Público: 13.673 |  |
| 10 de setembro 22:00 | Relatório | Placar por quarto: 15-15, 13-20, 15-7, 9-23 |       |        |  | Palacio de Deportes, Madrid Público: 13.673 |  |

### Semifinais
| 11 de setembro 21:00 | Relatório | Estados Unidos                                | 96–68 | Lituânia |  | Palau Sant Jordi, Barcelona Público: 15.070 |  |
| 11 de setembro 21:00 | Relatório | Placar por quarto: 21-16, 22-19, 33-14, 20-19 |       |          |  | Palau Sant Jordi, Barcelona Público: 15.070 |  |

| 12 de setembro 22:00 | Relatório | Sérvia                                        | 90–85 | França |  | Palacio de Deportes, Madrid Público: 13.470 |  |
| 12 de setembro 22:00 | Relatório | Placar por quarto: 21-15, 25-17, 15-15, 29-39 |       |        |  | Palacio de Deportes, Madrid Público: 13.470 |  |

### Medalha de Bronze
| 13 de setembro 18:00 | Relatório | Lituânia                                              | 93–95 | França |  | Palacio de Deportes, Madrid |  |
| 13 de setembro 18:00 | Relatório | Placar por quarto: 19 - 22, 23 - 21, 29 - 21, 22 - 31 |       |        |  | Palacio de Deportes, Madrid |  |

### Final
| 14 de setembro 21:00 | Relatório | Estados Unidos                                | 129–92 | Sérvia |  | Palacio de Deportes, Madrid |  |
| 14 de setembro 21:00 | Relatório | Placar por quarto: 35-21, 32-20, 38-26, 24-25 |        |        |  | Palacio de Deportes, Madrid |  |

## Ranking Final
Critérios de desempate:

Ranking 17º–24º:

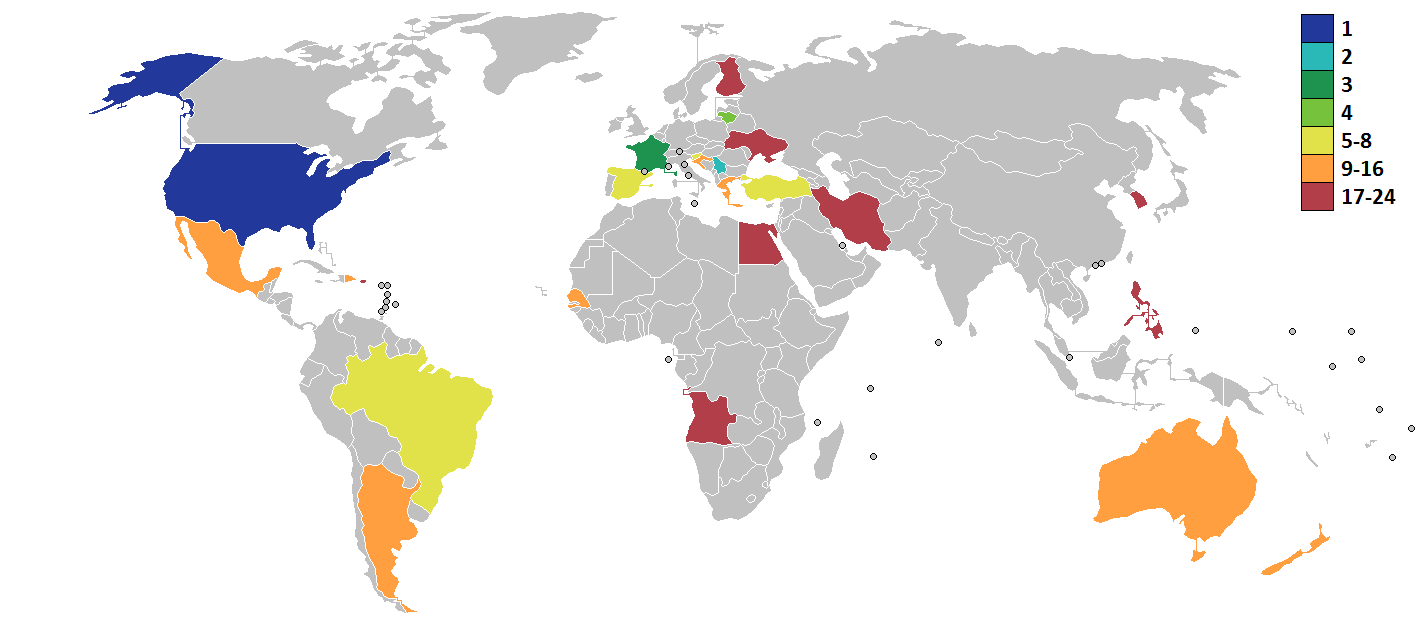
Mapa do ranking de colocação do Copa do Mundo de 2014

- 1. Resultados obtidos na fase de grupos (equipes que terminaram em 5º: 17º–20º; equipes que terminaram em 6º: 21º–24º)
  2. Número de vitórias na fase de grupos
  3. Saldo average na fase de grupos

Ranking 5º–16º:
- 1. Eliminado nas quartas
  2. Eliminado nas oitavas
  3. Número de vitórias na fase de grupos
  4. Colocação na fase de grupos
  5. Saldo average na fase de grupos

Ranking 1º–4º:
- 1. Resultados da final e da disputa pelo 3º lugar

| #                                            | Equipes         | J | V | D | PM  | PS  | Dif  | Fase de Grupos | Fase de Grupos | Fase de Grupos | Fase de Grupos | Ranking Mundial FIBA | Ranking Mundial FIBA | Ranking Mundial FIBA |
| #                                            | Equipes         | J | V | D | PM  | PS  | Dif  | Grp            | Rank           | V–D            | SA             | Ant.                 | Novo                 | +/−                  |
| -------------------------------------------- | --------------- | - | - | - | --- | --- | ---- | -------------- | -------------- | -------------- | -------------- | -------------------- | -------------------- | -------------------- |
| Campeão                                      | Estados Unidos  | 9 | 9 | 0 | 941 | 644 | +297 | C              | —              | —              | —              | 1                    | 1                    | 0                    |
| Vice-campeão                                 | Sérvia          | 9 | 5 | 4 | 743 | 720 | +23  | A              | —              | —              | —              | 11                   | 7                    | +4                   |
| Eliminados na semifinal                      |                 |   |   |   |     |     |      |                |                |                |                |                      |                      |                      |
| Terceiro lugar                               | França          | 9 | 6 | 3 | 690 | 656 | +34  | A              | —              | —              | —              | 8                    | 5                    | +3                   |
| 4º                                           | Lituânia        | 9 | 6 | 3 | 693 | 654 | +39  | D              | —              | —              | —              | 4                    | 4                    | 0                    |
| Eliminados nas quartas-de-final              |                 |   |   |   |     |     |      |                |                |                |                |                      |                      |                      |
| 5º                                           | Espanha         | 7 | 6 | 1 | 581 | 435 | +146 | A              | 1º             | 5–0            | 1.4013         | 2                    | 2                    | 0                    |
| 6º                                           | Brasil          | 7 | 5 | 2 | 557 | 482 | +75  | A              | 2º             | 4–1            | 1.2492         | 10                   | 9                    | +1                   |
| 7º                                           | Eslovênia       | 7 | 5 | 2 | 572 | 554 | +18  | D              | 2º             | 4–1            | 1.1364         | 13                   | 13                   | 0                    |
| 8º                                           | Turquia         | 7 | 4 | 3 | 491 | 509 | –18  | C              | 2º             | 3–2            | 0.9812         | 7                    | 8                    | -1                   |
| Eliminados nas oitavas-de-final              |                 |   |   |   |     |     |      |                |                |                |                |                      |                      |                      |
| 9º                                           | Grécia          | 6 | 5 | 1 | 486 | 439 | +47  | B              | 1º             | 5–0            | 1.1862         | 5                    | 10                   | -5                   |
| 10º                                          | Croácia         | 6 | 3 | 3 | 478 | 467 | +11  | B              | 2º             | 3–2            | 1.0402         | 16                   | 12                   | +4                   |
| 11º                                          | Argentina       | 6 | 3 | 3 | 485 | 456 | +29  | B              | 3º             | 3–2            | 1.1321         | 3                    | 3                    | 0                    |
| 12º                                          | Austrália       | 6 | 3 | 3 | 468 | 438 | +30  | D              | 3º             | 3–2            | 1.0831         | 9                    | 11                   | -2                   |
| 13º                                          | Rep. Dominicana | 6 | 2 | 4 | 408 | 457 | −49  | C              | 3º             | 2–3            | 0.8990         | 26                   | 20                   | +6                   |
| 14º                                          | México          | 6 | 2 | 4 | 433 | 458 | −25  | D              | 4º             | 2–3            | 0.9946         | 24                   | 19                   | +5                   |
| 15º                                          | Nova Zelândia   | 6 | 2 | 4 | 418 | 452 | −34  | C              | 4º             | 2–3            | 0.9229         | 19                   | 21                   | -2                   |
| 16º                                          | Senegal         | 6 | 2 | 4 | 404 | 488 | −84  | B              | 4º             | 2–3            | 0.8722         | 41                   | 30                   | +11                  |
| Eliminados na fase de grupos na 5ª colocação |                 |   |   |   |     |     |      |                |                |                |                |                      |                      |                      |
| 17º                                          | Angola          | 5 | 2 | 3 | 375 | 399 | −24  | D              | 5º             | 2–3            | 0.9398         | 15                   | 16                   | -1                   |
| 18º                                          | Ucrânia         | 5 | 2 | 3 | 344 | 369 | −25  | C              | 5º             | 2–3            | 0.9322         | 45                   | 40                   | +5                   |
| 19º                                          | Porto Rico      | 5 | 1 | 4 | 388 | 446 | −58  | B              | 5º             | 1–4            | 0.8700         | 17                   | 15                   | +2                   |
| 20º                                          | Irã             | 5 | 1 | 4 | 344 | 406 | −62  | A              | 5º             | 1–4            | 0.8473         | 20                   | 17                   | +3                   |
| Eliminados na fase de grupos na 6ª colocação |                 |   |   |   |     |     |      |                |                |                |                |                      |                      |                      |
| 21º                                          | Filipinas       | 5 | 1 | 4 | 383 | 404 | −21  | B              | 6º             | 1–4            | 0.9480         | 34                   | 33                   | +1                   |
| 22º                                          | Finlândia       | 5 | 1 | 4 | 342 | 408 | −66  | C              | 6º             | 1–4            | 0.8382         | 39                   | 35                   | +4                   |
| 23º                                          | Coreia do Sul   | 5 | 0 | 5 | 316 | 424 | −108 | D              | 6º             | 0–5            | 0.7453         | 31                   | 27                   | +4                   |
| 24º                                          | Egito           | 5 | 0 | 5 | 311 | 486 | −175 | A              | 6º             | 0–5            | 0.6399         | 46                   | 41                   | +5                   |

## Estatísticas

### Melhores jogadores do torneio por média
| #  | Jogadores        | J | Pts | PPJ  |
| -- | ---------------- | - | --- | ---- |
| 1  | José Juan Barea  | 5 | 110 | 22.0 |
| 2  | Andray Blatche   | 5 | 106 | 21.2 |
| 3  | Bojan Bogdanović | 6 | 127 | 21.2 |
| 4  | Pau Gasol        | 7 | 140 | 20.0 |
| 5  | Luis Scola       | 6 | 117 | 19.5 |
| 6  | Hamed Haddadi    | 5 | 94  | 18.8 |
| 7  | Yanick Moreira   | 5 | 89  | 17.8 |
| 8  | Gustavo Ayón     | 5 | 88  | 17.6 |
| 8  | Francisco García | 5 | 88  | 17.6 |
| 10 | Aron Baynes      | 5 | 84  | 16.8 |

| #  | Jogadores         | J | Rebs | RePJ |
| -- | ----------------- | - | ---- | ---- |
| 1  | Andray Blatche    | 5 | 69   | 13.8 |
| 2  | Hamed Haddadi     | 5 | 57   | 11.4 |
| 3  | Gorgui Dieng      | 6 | 64   | 10.7 |
| 4  | Ioannis Bourousis | 6 | 55   | 9.2  |
| 5  | Luis Scola        | 6 | 51   | 8.5  |
| 6  | Jonas Valančiūnas | 9 | 76   | 8.4  |
| 7  | Ömer Aşık         | 7 | 59   | 8.4  |
| 8  | Yanick Moreira    | 5 | 41   | 8.2  |
| 9  | Anderson Varejão  | 7 | 56   | 8.0  |
| 10 | Kenneth Faried    | 9 | 70   | 7.8  |

| #  | Jogadores             | J | Asts | APJ |
| -- | --------------------- | - | ---- | --- |
| 1  | Petteri Koponen       | 5 | 29   | 5.8 |
| 2  | Xane D'Almeida        | 6 | 32   | 5.3 |
| 3  | Ricky Rubio           | 7 | 36   | 5.1 |
| 4  | Eugene Jeter          | 5 | 25   | 5.0 |
| 5  | Miloš Teodosić        | 9 | 40   | 4.4 |
| 6  | Samad Nikkhah Bahrami | 5 | 22   | 4.4 |
| 7  | Facundo Campazzo      | 6 | 26   | 4.3 |
| 7  | Nikolaos Zisis        | 6 | 26   | 4.3 |
| 9  | Goran Dragić          | 7 | 30   | 4.3 |
| 10 | Pablo Prigioni        | 6 | 25   | 4.2 |

| #  | Jogadores      | J | Blqs | BPJ |
| -- | -------------- | - | ---- | --- |
| 1  | Lee Jong-hyun  | 5 | 13   | 2.6 |
| 2  | Pau Gasol      | 7 | 16   | 2.3 |
| 3  | Anthony Davis  | 9 | 19   | 2.1 |
| 4  | Kim Jong-kyu   | 5 | 10   | 2.0 |
| 5  | Hamady N'Diaye | 6 | 11   | 1.8 |
| 6  | Ömer Aşık      | 7 | 11   | 1.6 |
| 7  | Gorgui Dieng   | 6 | 9    | 1.5 |
| 7  | Eloy Vargas    | 6 | 9    | 1.5 |
| 9  | Marc Gasol     | 7 | 10   | 1.4 |
| 10 | Serge Ibaka    | 6 | 8    | 1.3 |

| # | Jogadores       | J | Robs | RoPJ |
| - | --------------- | - | ---- | ---- |
| 1 | Ricky Rubio     | 7 | 25   | 3.6  |
| 2 | Mehdi Kamrani   | 5 | 13   | 2.6  |
| 3 | James Harden    | 9 | 19   | 2.1  |
| 4 | Renaldo Balkman | 5 | 10   | 2.0  |
| 5 | Kyrie Irving    | 9 | 17   | 1.9  |
| 6 | Gorgui Dieng    | 6 | 11   | 1.8  |
| 6 | Pablo Prigioni  | 6 | 11   | 1.8  |
| 8 | Joe Ingles      | 5 | 9    | 1.8  |
| 9 | Maleye N'Doye   | 6 | 10   | 1.7  |
| 9 | Dario Šarić     | 6 | 10   | 1.7  |

| #  | Jogadores             | J | Mins | MPJ  |
| -- | --------------------- | - | ---- | ---- |
| 1  | Gorgui Dieng          | 6 | 218  | 36.3 |
| 2  | Andray Blatche        | 5 | 169  | 33.8 |
| 3  | Bojan Bogdanović      | 6 | 201  | 33.5 |
| 4  | Luis Scola            | 6 | 195  | 32.5 |
| 5  | Samad Nikkhah Bahrami | 5 | 162  | 32.4 |
| 6  | Gustavo Ayón          | 5 | 161  | 32.2 |
| 7  | Gabe Norwood          | 5 | 159  | 31.8 |
| 8  | Armando Costa         | 5 | 157  | 31.4 |
| 8  | Petteri Koponen       | 5 | 157  | 31.4 |
| 10 | Eugene Jeter          | 5 | 156  | 31.2 |

### Melhores equipes do torneio por média
| # | Equipes        | J | Pts | PPJ   |
| - | -------------- | - | --- | ----- |
| 1 | Estados Unidos | 9 | 941 | 104.6 |
| 2 | Espanha        | 7 | 581 | 83.0  |
| 3 | Sérvia         | 9 | 743 | 82.6  |
| 4 | Eslovênia      | 7 | 572 | 81.7  |
| 5 | Grécia         | 6 | 486 | 81.0  |

| # | Equipes        | J | Pts | PPJ  |
| - | -------------- | - | --- | ---- |
| 1 | Espanha        | 7 | 435 | 62.1 |
| 2 | Brasil         | 7 | 482 | 68.9 |
| 3 | Estados Unidos | 9 | 644 | 71.6 |
| 4 | Lituânia       | 9 | 654 | 72.7 |
| 5 | Turquia        | 7 | 509 | 72.7 |

| # | Equipes         | J | Rebs | RePJ |
| - | --------------- | - | ---- | ---- |
| 1 | Estados Unidos  | 9 | 403  | 44.8 |
| 2 | Angola          | 5 | 202  | 40.4 |
| 3 | Rep. Dominicana | 6 | 238  | 39.7 |
| 3 | Nova Zelândia   | 6 | 238  | 39.7 |
| 5 | Filipinas       | 5 | 195  | 39.0 |

| # | Equipes        | J | Asts | APJ  |
| - | -------------- | - | ---- | ---- |
| 1 | Estados Unidos | 9 | 184  | 20.4 |
| 2 | Espanha        | 7 | 126  | 18.0 |
| 3 | Grécia         | 6 | 106  | 17.7 |
| 4 | Austrália      | 6 | 102  | 17.0 |
| 5 | Sérvia         | 9 | 151  | 16.8 |

| # | Equipes        | J | Blqs | BPJ |
| - | -------------- | - | ---- | --- |
| 1 | Coreia do Sul  | 5 | 33   | 6.6 |
| 2 | Espanha        | 7 | 41   | 5.9 |
| 3 | Estados Unidos | 9 | 50   | 5.6 |
| 4 | Senegal        | 6 | 28   | 4.7 |
| 5 | Grécia         | 6 | 25   | 4.2 |

| # | Equipes        | J | Roubs | RoPJ |
| - | -------------- | - | ----- | ---- |
| 1 | Estados Unidos | 9 | 109   | 12.1 |
| 2 | Irã            | 5 | 48    | 9.6  |
| 3 | Senegal        | 6 | 53    | 8.8  |
| 4 | Espanha        | 7 | 60    | 8.6  |
| 5 | Angola         | 5 | 40    | 8.0  |

### Recordes individuais
| Estatística  | Jogador                                                     | Total      | Oponente                           | Equipe         | Total | Oponente  |
| ------------ | ----------------------------------------------------------- | ---------- | ---------------------------------- | -------------- | ----- | --------- |
| Pontos       | Yanick Moreira                                              | 38         | Austrália                          | Estados Unidos | 129   | Sérvia    |
| Rebotes      | Ömer Aşık                                                   | 20         | Ucrânia                            | Estados Unidos | 54    | Eslovênia |
| Assistências | Xane D'Almeida Raulzinho Neto Pablo Prigioni Nikolaos Zisis | 14 (OT) 10 | Filipinas Egito Porto Rico Croácia | Brasil         | 35    | Egito     |
| Roubos       | Ricky Rubio                                                 | 7          | Sérvia                             | Estados Unidos | 18    | Finlândia |
| Bloqueios    | Anthony Davis                                               | 5          | Rep. Dominicana                    | Espanha        | 13    | Senegal   |

### Seleção do torneio
- Kyrie Irving
- Miloš Teodosić
- Nicolas Batum
- Kenneth Faried
- Pau Gasol

### MVP do torneio
- Kyrie Irving

## Árbitros
Árbitros selecionados para o torneio.
| - Carlos Julio - Alejandro Chiti - Michael Aylen - Vaughan Mayberry - Marcos Benito - Cristiano Maranho - Arnaud Kom Njilo - Stephen Seibel - Michael Weiland - Sreten Radović - Reynaldo Mercedes - Joseph Bissang - Eddie Viator - Robert Lottermoser | - Christos Christodoulou - Elias Koromilas - Guerrino Cerebuch - Luigi Lamonica - Yuji Hirahara - Yevgeniy Mikheyev - Mohammad Al-Amiri - Oļegs Latiševs - José Reyes - Kingsley Ojeaburu - Ferdinand Pascual - Fernando Rocha - Jorge Vázquez | - Luis Vázquez - Ilija Belošević - Milivoje Jovčić - Matej Boltauzer - Juan Arteaga - Juan González - Benjamin Jiménez - Miguel Pérez - Rüştü Nuran - Borys Ryzhyk - Steven Anderson - Anthony Jordan - Alejandro Sánchez |